# Bultaco Metralla
La Bultaco Metralla fou un model de motocicleta de turisme fabricat per Bultaco entre 1962 i 1979. Al llarg de la seva vida comercial se'n produïren diverses versions, totes elles amb les mateixes característiques generals: motor de dos temps monocilíndric refrigerat per aire (inicialment de 200 cc i, d'ençà de 1966, de 250 cc), bastidor de simple bressol i amortidors de forquilla convencional davant i telescòpics darrere. Pel que fa als frens, totes les versions en duien de tambor tret de la darrera, que anava equipada amb frens de disc.
D'entre les diferents versions fabricades, la més aconseguida fou la segona, llançada el 1966 amb el nom de Metralla Mk2. Qualificada en el seu moment com a la motocicleta de sèrie més ràpida del món (dins el sector dels 250 cc), ha estat sovint considerada com a la millor moto de carretera mai fabricada per Bultaco. Amb la Metralla, la marca cobria un sector de demanda creixent a l'estat espanyol durant les dècades de 1960 i 1970, el de les motocicletes esportives d'altes prestacions, fins aleshores satisfet principalment per la Montesa Impala i l'OSSA Sport. Durant aquells anys, la Metralla era una de les motocicletes més preuades pels afeccionats al motociclisme i el sol fet de tenir-ne una, conferia al seu propietari una aura de prestigi, bon gust i esportivitat dins d'aquest col·lectiu.

## Història
Després del llançament de la reeixida Tralla 101 de 1959, una de les motocicletes de 125 cc més potents del mercat, Bultaco cercava tenir presència en el sector del "quart de litre" (250 cc) i el 1962, tot just un any després d'haver llançat la Bultaco 155, va treure al mercat la Metralla 62 de 196 cc. Aquella moto, basada en les excel·lents Bultaco TSS de Gran Premi, naixia amb un caràcter esportiu heretat de la Tralla i esdevingué de seguida un gran èxit comercial, establint les bases d'una nova gamma de motocicletes que es mantingué en producció durant més de quinze anys.

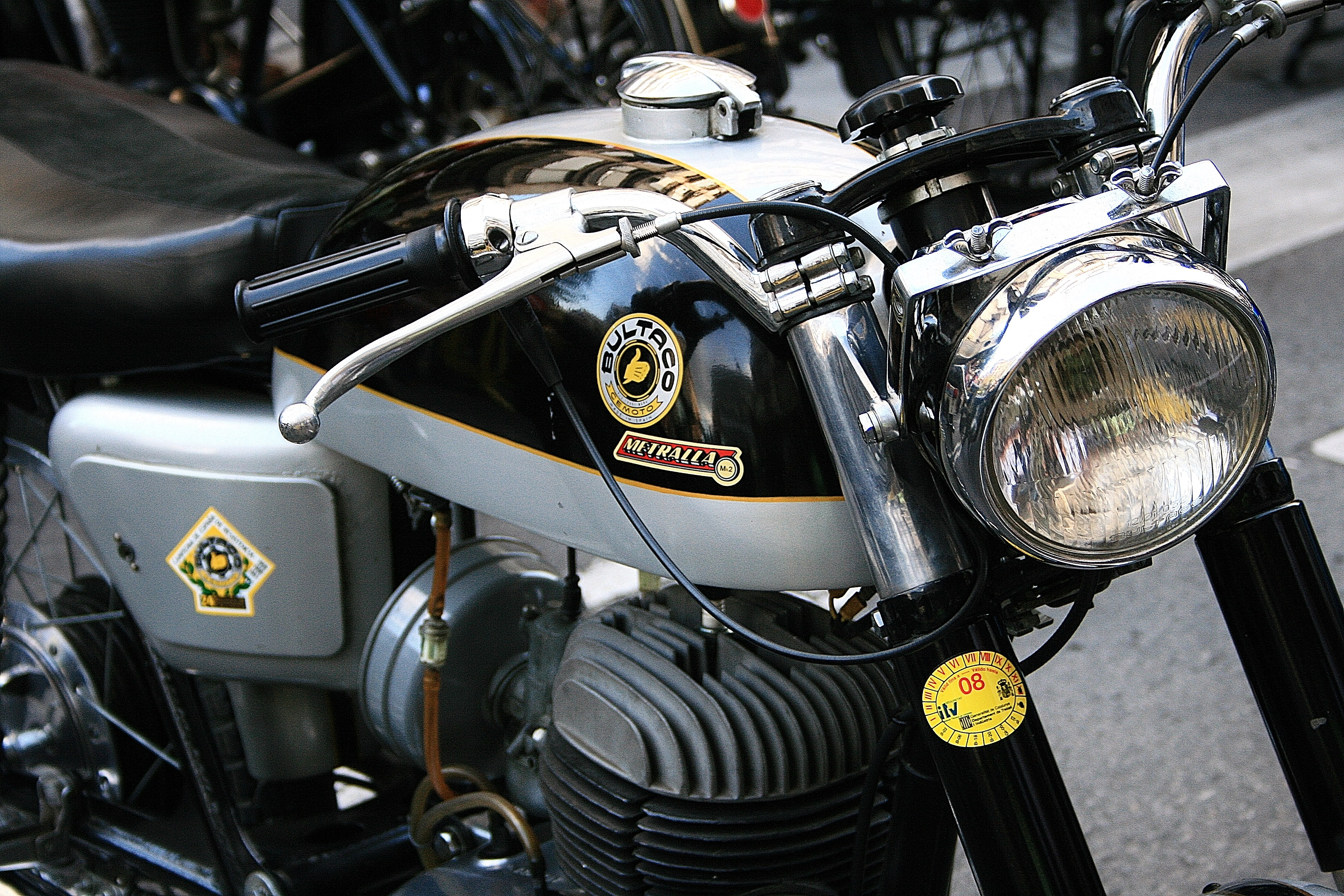
El característic dipòsit negre de la Metralla Mk2

El nou motor de la Metralla 62 oferia 20 CV a 7.000 rpm i arribava als 130 km/h, dues cotes altament destacades a l'època per a un motor d'encara no 200 cc. Com a referència, n'hi ha prou de dir que la MZ 250 de 1961 lliurava 14 CV i no passava de 110 km/h i la segona versió d'aquella moto, la 250/1 de 1965, en lliurava 16 i no arribava als 125 km/h. Val a dir que en aquella època, la MZ de la RDA era el súmmum de la motocicleta, tant amb sidecar com en solitari, als països de l'òrbita soviètica (a Cuba, per exemple, va ser sempre la preferida durant les dècades de 1960 i 1970). De fet, en aquells moments era estrany fins i tot que les motos de 350 cc superessin els 130 km/h, mentre la Metralla els superava sense problemes i, a més, era capaç de rodar còmodament per sobre dels 100 km/h durant llargues estones. S'ha dit que part del secret del rendiment d'aquell model podia raure en el fet que ja de fàbrica se li polien els conductes d'admissió i l'escapament.
El tarannà esportiu de la Metralla 62 va fer que ràpidament esdevingués popular entre els pilots privats del Campionat d'Europa o el TT de l'Illa de Man, arribant a aconseguir diversos èxits esportius que es veieren fins i tot superats per la segona versió de la nissaga, la Metralla Mk2 de 1966. Aquella segona Metralla, amb el seu inconfusible color negre, incorporava per primera vegada un canvi de 5 velocitats i esdevingué objecte de desig entre els afeccionats a la velocitat de l'època. Fou la darrera gran esportiva de la marca, en aquells anys dedicada ja quasi al 100% al fora d'asfalt.
Les dues darreres versions de la gamma varen variar considerablement el seu concepte inicial. La Metralla GT 250, apareguda el 1974, era més aviat una moto de turisme estricte que no pas esportiva i ja no tenia res a fer davant de les pluricilíndriques japoneses, que havien entrat amb força al mercat europeu uns anys abans i havien provocat una renyida competència i escalada tecnològica. La darrera de la sèrie, la Metralla GTS de 1977, estava encara més allunyada del seu antic carisma esportiu. Era més que res una moto polivalent i confortable, ideal per a motociclistes d'una certa edat que valoren la comoditat d'una motocicleta més estable i poc exigent.

## Èxits esportius: La Mk2 i el "Kit America"
La Metralla Mk2, desenvolupada a partir de la Metralla 62 de 200 cc, fou la segona de la nissaga. Era una motocicleta altament esportiva que se situà en el zenit de les motos de producció catalanes i va donar un gran prestigi internacional a Bultaco. El 1966, l'any del seu llançament, el seu motor de 250 cc i les seves cinc velocitats la catapultaven més enllà dels 160 km/h, cosa que la convertia en la "dos i mig" de sèrie més ràpida del món. L'estabilitat n'estava a l'altura, i l'estètica, amb el seu característic dipòsit amb la part inferior plana, combinava el negre i el gris argentat en una atractiva barreja d'elegància i esportivitat. S'ha dit que Metralla Mk2 va ser, juntament amb la Streaker de 1977, la millor Bultaco de carretera mai fabricada.

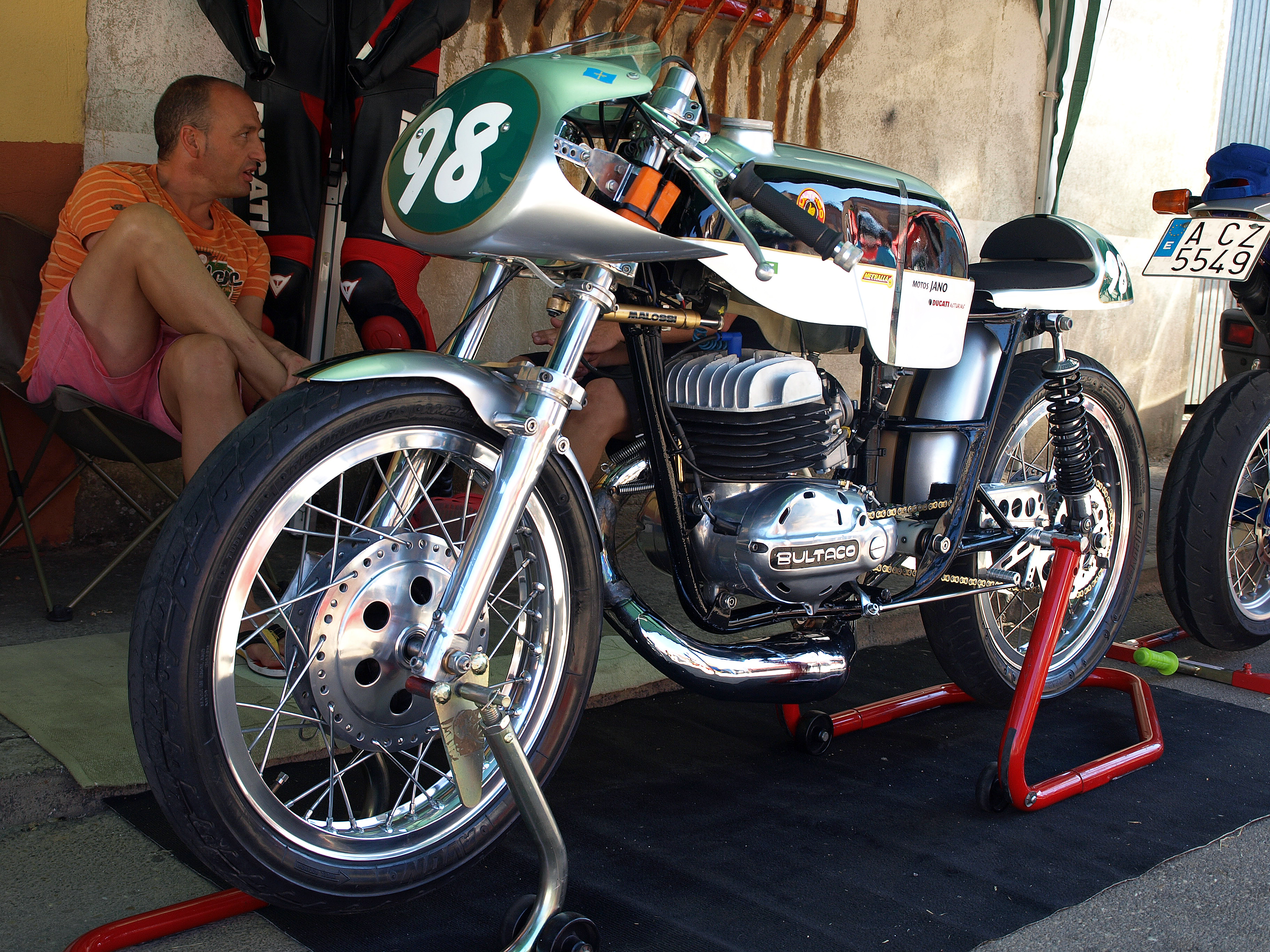
Una Metralla Mk2 "Kit America" preparada per a competició

Gairebé simultàniament al seu llançament, Bultaco va comercialitzar el "Kit America", un conjunt de peces per a competició compost per cúpula, dipòsit i cua (colín), semi-manillars i preparació del motor que la feien gairebé imbatible en les competicions de Producció (conegudes actualment com a Supersport) arreu del món. Al Tourist Trophy de 1967, Bill Smith i Tommy Robb varen ocupar els dos primers llocs en la categoria de Producció de fins a 250 cc als comandaments de sengles Metralla Kit Amèrica, amb uns temps tan bons que només els varen superar els dos primers classificats de la cursa de Producció de 500 cc (per acabar d'arrodonir l'èxit, Kel Cass fou sisè també amb una Bultaco). Les dues Metralla triomfadores varen completar la cursa a una velocitat mitjana de 142 km/h i, a més, el guanyador Bill Smith establí un nou rècord de la volta en categoria de 250cc que no fou superat fins al 1976.
Durant anys, la Metralla Mk2 equipada amb el Kit Amèrica fou una mena de segona opció per a aquells pilots privats que volien competir amb garanties però no es podien permetre una motocicleta de Gran Premi, tipus TSS o similars. Molts debutants n'adquirien una per a prendre part en curses del Campionat d'Espanya -aleshores gairebé totes disputades en circuits urbans-, com fou el cas entre d'altres de Joaquim Rovira o Pedro Álvarez (aquest darrer, abans d'esdevenir el principal pilot oficial de Bultaco).
De la Metralla Mk2 se'n va derivar també una versió de competició per a curses de resistència que arribaria a proclamar-se campiona continental de la disciplina.

## Versions

### Llista de versions produïdes
| Nom               | Versió          | Id. Model | Període en producció | Període en producció | Núm. Sèrie                | Pintura dipòsit            |
| Nom               | Versió          | Id. Model | De                   | A                    | Núm. Sèrie                | Pintura dipòsit            |
| ----------------- | --------------- | --------- | -------------------- | -------------------- | ------------------------- | -------------------------- |
| Metralla 62       | Nacional        | 8         | 1962                 | 1966                 | 800.001 a 804.919         | Gris clar amb franja fosca |
| Metralla 62       | USA             | 8-1       | 1962                 | 1966                 | 804.920 a 805.137         | Gris clar amb franja fosca |
|                   |                 |           |                      |                      |                           |                            |
| Metralla Mk2      | Nacional        | 23        | Abril 1966           | 1974                 | 23.000.001 a 23.005.508   | Negre                      |
| Metralla Mk2      | USA             | 23-A      | Abril 1966           | 1974                 | 23.000.001 a 23.005.508   | Negre                      |
| Metralla Mk2      | Australia       | 7T-23     | Abril 1966           | 1974                 | 23.000.001 a 23.005.508   | Negre                      |
|                   |                 |           |                      |                      |                           |                            |
| Metralla MK3      | -               | 109       | Cap a 1973           | Cap a 1973           | -                         | -                          |
|                   |                 |           |                      |                      |                           |                            |
| Metralla GT 250   | Vermella        | 142       | Abril 1975           | 1977                 | 142.000.001 a 142.000.500 | Vermell                    |
|                   |                 |           |                      |                      |                           |                            |
| Metralla Talismán | Amb arrancada   | 154       | Cap a 1975           | Cap a 1975           | -                         | -                          |
| Metralla GT 350   | Sense arrancada | 161       | Cap a 1976           | Cap a 1976           | -                         | -                          |
|                   |                 |           |                      |                      |                           |                            |
| Metralla GTS      | Rodes de raigs  | 203       | Abril 1977           | 1979                 | 203.000.001 a 203.002.159 | Groc o gris metal·litzat   |
| Metralla GTS      | Rodes de pals   | 203-A     | Abril 1979           | ?                    | 203.002.160 a 203.002.677 | Groc o gris metal·litzat   |

1. 1 2 3  Primer motor San Antonio 2.

### 62
La Metralla 62 es presentà el 1962 a la Fira de Mostres de Barcelona. El seu motor monocilíndric de dos temps i 196,04 cc, amb tres espiralls (sense refinaments com ara vàlvules rotatives ni res de semblant), incorporava l'experiència adquirida per la marca a les curses de motocròs i de karts i lliurava 18 CV a 6.500 rpm, amb una velocitat màxima de 131 km/h. El conjunt venia alimentat per un carburador Amal Monobloc de disseny britànic i la culata quasi-hemisfèrica n'optimitzava la combustió, mentre el canvi de marxes era encara de 4 velocitats. Posada a la venda per 26.500 pts (uns 159 euros al canvi), fou una moto molt apreciada pels pilots privats de l'època, ja que oferia una bona base per a preparar-ne el motor i guanyar-ne encara algun cavall extra.
Estèticament, la Metralla 62 destacava per la seva clàssica estampa "anglesa", més moderna que la de la Tralla, amb línies molt perfilades i un punt més d'agressivitat que la que oferia, per exemple, la més tranquil·la Montesa Impala (la seva competència directa).
Amb un pes de només 97 quilos, la moto gaudia d'un excel·lent conjunt de frens -un dels millors de l'època-, consistent en un tambor anterior ventilat de 160 mm (una mena de fre que només es feia servir per a motos de competició) i un tambor tradicional al darrere. Les llandes eren de 18" i els pneumàtics, de 2,75 davant i darrere (la mesura habitual en motos de 125, 175 i 250 cc aleshores). Un dels seus punts febles era, però, l'embragatge per cadena primària, el qual era molt dur i costava d'accionar. S'ha dit que el de la Impala, per engranatges, era millor.
Com a curiositat, el tap de goma de protecció de la tija de direcció de la Metralla duia gravat l'escut de Barcelona.
Fitxa tècnica
| • Configuració motor |
| --- |
| - Carburador: Amal 376/27 mm - Embragatge: Multidisc en bany d'oli - Transmissió: Per cadena Joresa C 52 - Encesa: Volant FEMSA VAR 41-2 |

| • Mesures |
| --- |
| - Longitud total: 1.955 mm - Distància entre eixos: 1.305 mm - Alçada selló: 760 mm - Ample i alt del manillar: 575 x 850 mm |

| • Altres                                                                                   |
| ------------------------------------------------------------------------------------------ |
| - Velocitat màxima: 130 km/h - Consum: 3,5 l/100 km - PVP: 26.450 pts (159 euros al canvi) |

Notes
1. ↑  20 CV a 7.000 rpm i una velocitat màxima de 145 km/h segons unes altres fonts.[16]
2. ↑  La Metralla 62 es comercialitzà en dues versions: "Nacional" (Id. Model 8) i "USA" (Id. Model 8-1, amb Núm. Sèrie 804.920 a 805.137)
3. ↑  Preu F.F. el 1962

### Mk2

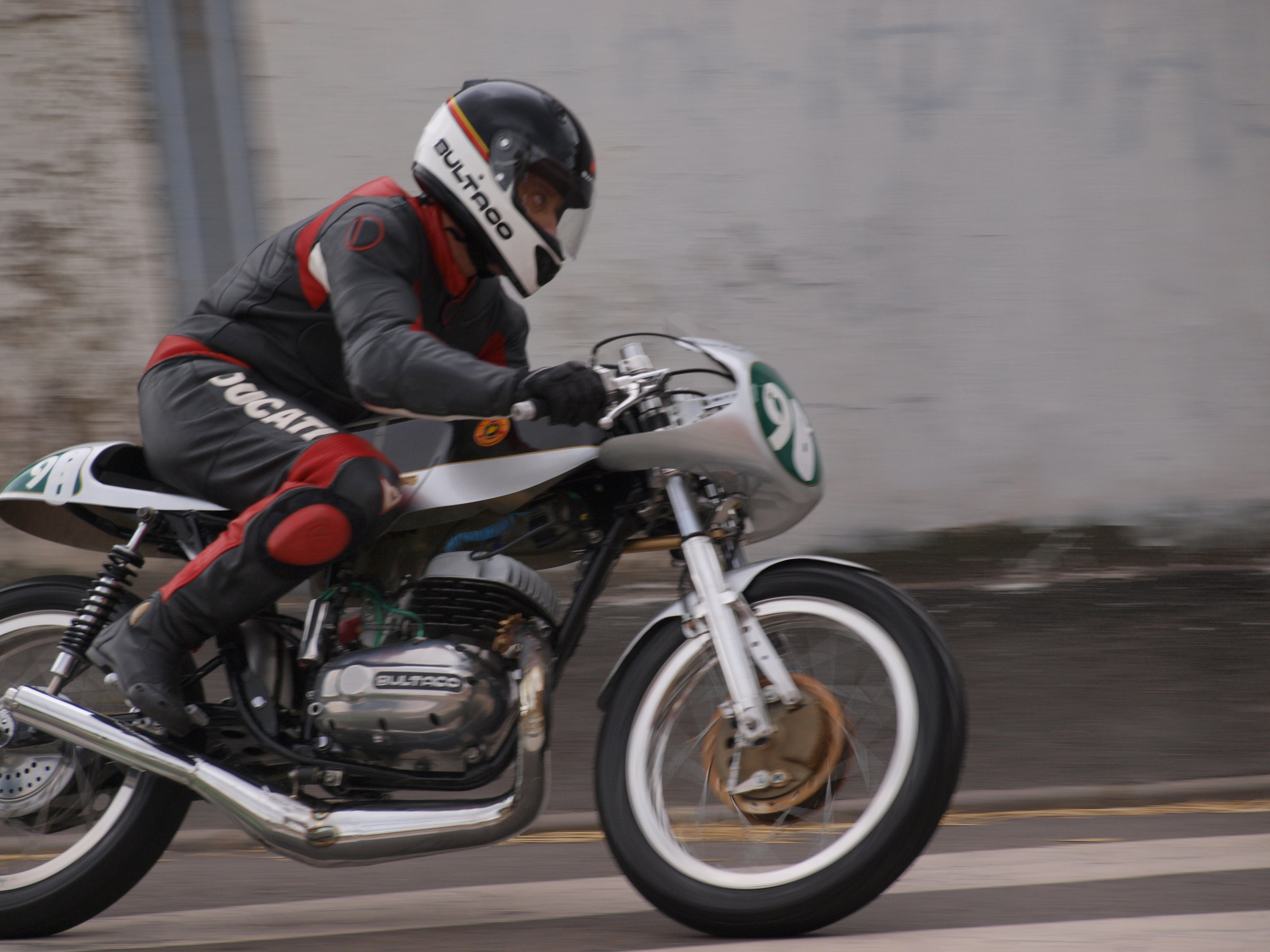
Un pilot amb una Metralla Mk2 "Kit America" durant una cursa de clàssiques a Espanya el 2010

La Metralla Mk2, apareguda el 1966, tenia una línia similar a la de la seva antecessora, la Metralla 62, però s'identificava ràpidament pel seu dipòsit de color negre. Fou el primer model de Bultaco amb canvi de 5 velocitats de sèrie i va marcar el zenit de la marca dins el sector de la carretera. A banda del motor, profundament remodelat, el bastidor també experimentà canvis importants (la majoria dels quals, adoptats del de la TSS), fabricant-se ara amb un tub de major diàmetre i gruix de paret; el mateix passava amb les suspensions, heretades de la 62 però amb variacions als tubs de la forquilla anterior (passaven de 6 a 10 mm de gruix) i a la forquilla posterior, més llarga.
La Mk2 fou la Metralla que més elogis va rebre de la premsa internacional, la que es va produir durant més de temps i en més quantitat i la més ràpida de totes. La seva velocitat màxima de 164 km/h i els seus 27 CV de potència la dotaven d'un caràcter purament esportiu, exigint als seus usuaris una certa experiència de pilotatge que no estava a l'abast de tothom.
Aquest model va ser comercialitzat als mercats anglòfons amb el lema "The Road Racer You Can Ride On the Street" ("La moto de curses que podeu conduir al carrer") i la publicitat en ressaltava l'agressivitat esportiva; és especialment recordada la imatge promocional que apareixia als catàlegs de l'època, on es veia la Metralla en primer terme, davant d'un fons d'altes flames que ho ocupava tot (flames que, segons s'ha documentat, es fotografiaren a la propera planta incineradora de Sant Adrià de Besòs).
Fitxa tècnica
| • Configuració motor |
| --- |
| - Carburador: Amal 389 8/30 - Embragatge: Multidisc en bany d'oli - Transmissió primària: Per cadena Duplex 2035/52 3/8" en bany d'oli - Transmissió secundària: Per cadena Joresa ISO 1/2" amb protecció integral - Encesa: FEMSA 40 W |

| • Mesures |
| --- |
| - Longitud total: 1.955 mm - Distància entre eixos: 1.315 mm - Alçada selló: 760 mm - Ample i alt del manillar: 600 x 850 mm |

| • Altres                                            |
| --------------------------------------------------- |
| - Velocitat màxima: 164 km/h - Consum: 3,8 l/100 km |

1. ↑  La Metralla Mk2 es comercialitzà en tres versions: "Nacional" (Id. Model 23), "USA" (Id. Model 23-A) i "Australia" (Id. Model 7T-23)

#### Kit Amèrica
El Kit Amèrica, dissenyat inicialment per a l'exportació, introduïa variacions al dipòsit, selló, manillar, tub d'escapament, cilindre, pistó, culata i comandament del canvi de velocitats, a més d'incorporar un petit carenat anterior. Amb aquest Kit s'obtenien 34 CV en comptes dels 27,6 del model normal, i la velocitat màxima passava dels originals 164 km/h als 170.

### GT
El 1974, el mateix any en què Bultaco llançava la Mercurio 155 GT i el prototipus Montjuïc de 362 cc, aparegué la Metralla GT, una versió que adoptava un estil nou i un manillar més alt, a més d'encesa electrònica i intermitents. A més a més, la GT disposava d'un nou xassís i forquilla anterior.
El seu motor procedia del de la Pursang de motocròs convenientment adaptat a la carretera, el qual lliurava 24 CV a 7.000 rpm (menys que els de la Mk2, però oferia en canvi una corba de potència molt plana i absència quasi total de vibracions i sorolls d'escapament). D'altra banda, amb petits retocs era possible assolir els 30 CV.
Fitxa tècnica
| • Configuració motor |
| --- |
| - Carburador: Amal 32 mm - Embragatge: Multidisc en bany d'oli - Transmissió primària: Per cadena Duplex 2035 3/8" - Transmissió secundària: Per cadena ISO-42 1/2" amb protecció integral - Encesa: Magneto alternador a volant (FEMSA 6V, 40 W) |

| • Mesures |
| --- |
| - Longitud total: 1.960 mm - Distància entre eixos: 1.310 mm - Alçada selló: 750 mm - Ample i alt del manillar: 630 x 985 mm |

| • Altres                     |
| ---------------------------- |
| - Velocitat màxima: 145 km/h |

### GTS
La Metralla GTS 250, apareguda el 1977, presentava una caixa de canvis de sis marxes, un seient més gran i còmode i un aire més esportiu. Tot i que a l'època ja era habitual que les motos de carretera muntessin frens de disc i rodes d'aliatge amb pocs raigs ("pals"), la primera GTS encara no els incorporava i duia inicialment llandes de raigs tradicionals i frens de tambor.
Malgrat que aquesta versió va ser l'únic model de tota la història de Bultaco que es va comercialitzar en diferents colors, la primera GTS era groga. El motor seguia essent el de quatre transferidors procedent de la Pursang, però amb el canvi lleugerament modificat i lliurava 25 CV a 7.500 rpm, amb una velocitat màxima de 150 km/h.
El 1979 aparegué la darrera versió de la nissaga, ja amb rodes d'aliatge i frens de disc amb comandament hidràulic davant i darrere. La pintura -en color gris metal·litzat- i la carrosseria, així com el tauler d'instruments, eren també noves. El protector integral de la cadena s'eliminava. Un dels punts febles de la darrera GTS era el seu alt consum, superant els 8 l/100 km a 7.000 rpm, cosa que en reduïa l'autonomia a uns 160 km. En canvi, a la ciutat o en conducció tranquil·la (sense passar dels 100 km/h, a 5.000 rpm), el consum vorejava els 5 l/100 km. La duresa del comandament del fre anterior i l'excés de frenada del posterior també foren criticats pels experts. Com a punts forts, però, comptava amb una excel·lent estabilitat -gràcies al seu xassís i suspensions- que permetia unes traçades molt fiables. Era, en definitiva, una moto àgil i lleugera que seguia oferint unes prestacions considerables per a una 250 cc, però que al costat de les bicilíndriques japoneses quedava un pèl curta.
Fitxa tècnica
| • Configuració motor |
| --- |
| - Carburador: Bing 84 32 mm - Embragatge: Multidisc en bany d'oli - Transmissió primària: Per cadena Duplex 2035 3/8" - Transmissió secundària: Per cadena ISO-42 1/2" amb protecció integral - Encesa: Electrònica |

| • Mesures |
| --- |
| - Longitud total: 2.050 mm - Distància entre eixos: 1.345 mm - Alçada selló: 775 mm - Ample i alt del manillar: 660 x 1.013 mm |

| • Altres                                          |
| ------------------------------------------------- |
| - Velocitat màxima: 150 km/h - Consum: 4 l/100 km |

| • Configuració motor |
| --- |
| - Carburador: Bing 84 32 mm - Embragatge: Multidisc en bany d'oli - Transmissió primària: Per cadena Duplex 2035 3/8" - Transmissió secundària: Per cadena Especial 55 Cross 5/8" - Encesa: Magneto alternador a volant electrònic - Bugia: Bosch W 145 T 30 |

| • Mesures |
| --- |
| - Longitud total: 1.965 mm - Distància entre eixos: 1.345 mm - Alçada selló: 780 mm - Ample i alt del manillar: 660 x 1.005 mm |

| • Altres                                          |
| ------------------------------------------------- |
| - Velocitat màxima: 150 km/h - Consum: 4 l/100 km |

Notes
1. ↑  La Metralla GTS es comercialitzà en dues versions, amb els Id. de Model 203 i 203-A respectivament, aquesta darrera llançada l'abril de 1979 amb Núm. Sèrie 203.002.160 a 203.002.677. La principal diferència entre l'una i l'altra n'eren les llandes, de raigs en la primera i de pals en la segona. Aquesta, a més, duia frens de disc.
2. ↑  140 km/h segons altres fonts.[5]
3. ↑  7 l/100 km segons altres fonts.[5]